# Apfelkraut

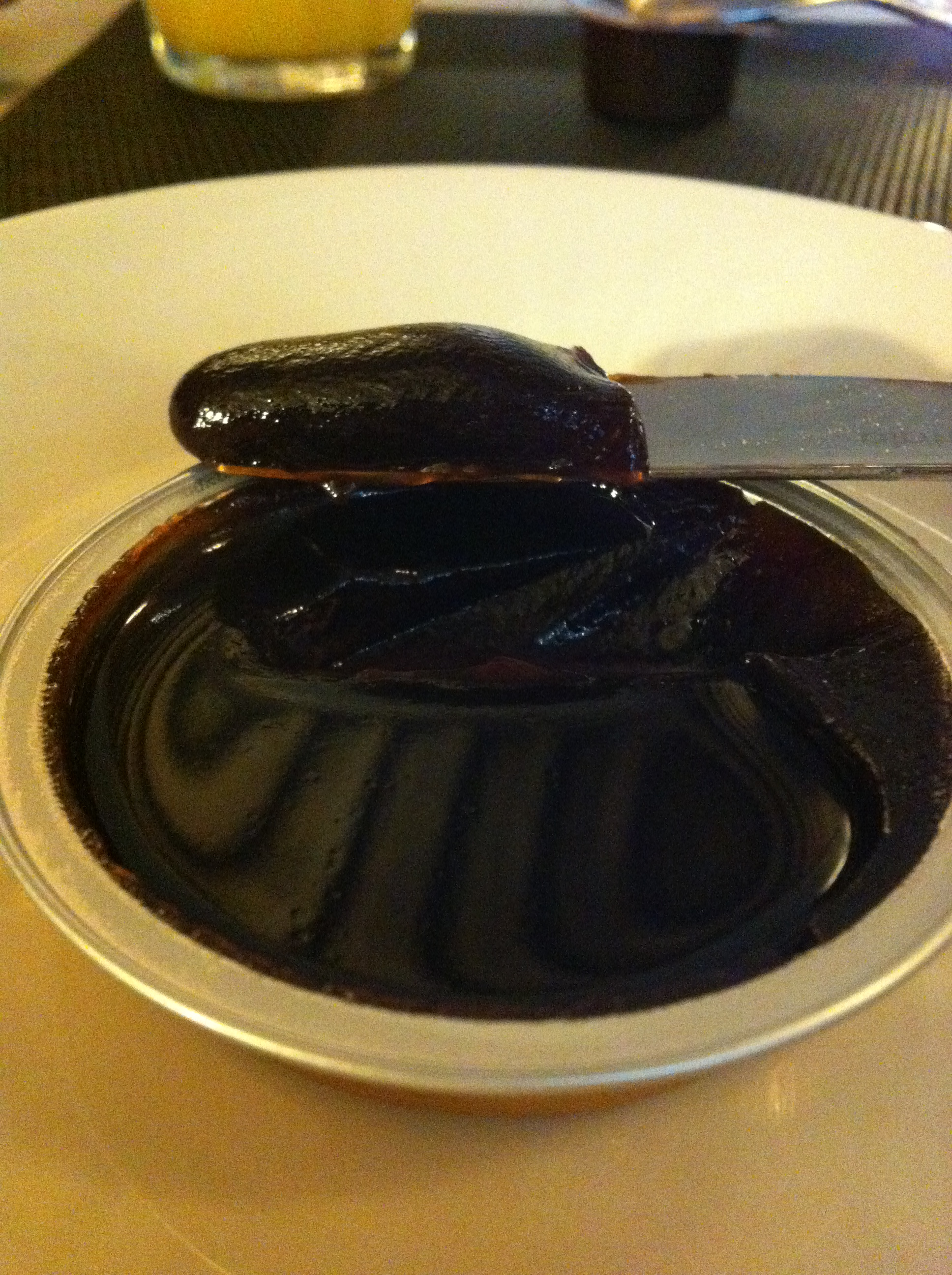
Apfelkraut

Apfelkraut (auch: Apfelsirup oder kurz Kraut) ist ein traditioneller süßer Brotaufstrich, der früher im Rheinland, der belgischen Provinz Lüttich und der niederländischen Provinz Limburg eine erhebliche wirtschaftliche Bedeutung hatte.
Es handelt sich im Grundsatz um mit oder ohne Zuckerzusatz eingekochten Saft aus Äpfeln, bei dessen Herstellung auch Saft aus anderen Früchten, meist Birnen, und verschiedene würzende Zutaten zugegeben werden können. Für die Krautherstellung werden bestimmte Obstsorten bevorzugt verwendet, wie beispielsweise der Doppelte Härtling oder der Nimmermür. „Apfelkraut“ als Verkehrsbezeichnung im deutschen Lebensmittelhandel bezieht sich auf ein Produkt aus Äpfeln, eine begrenzte Zugabe von Birnen oder Zuckerarten ist erlaubt.

## Geschichte

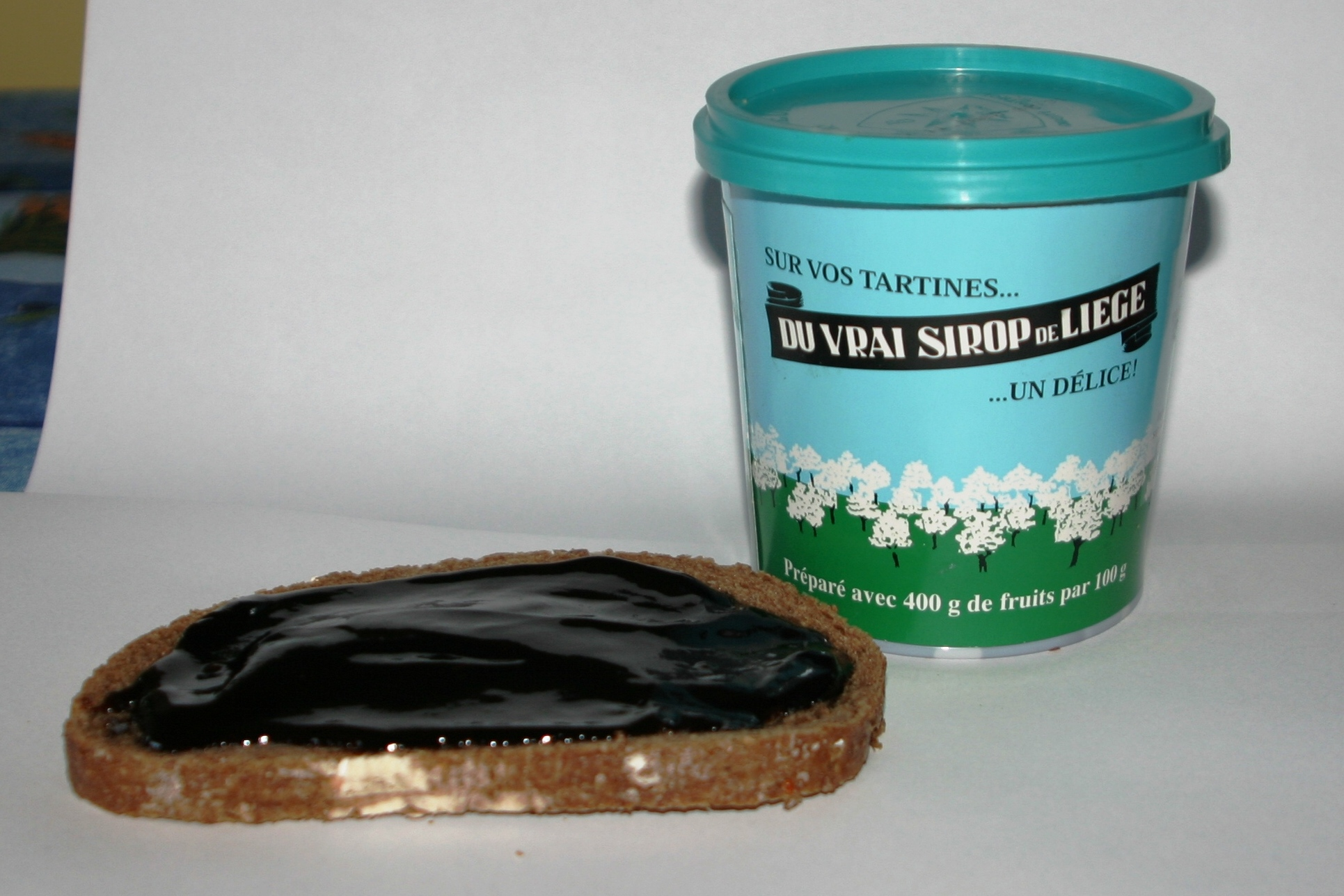
Sirop de Liège

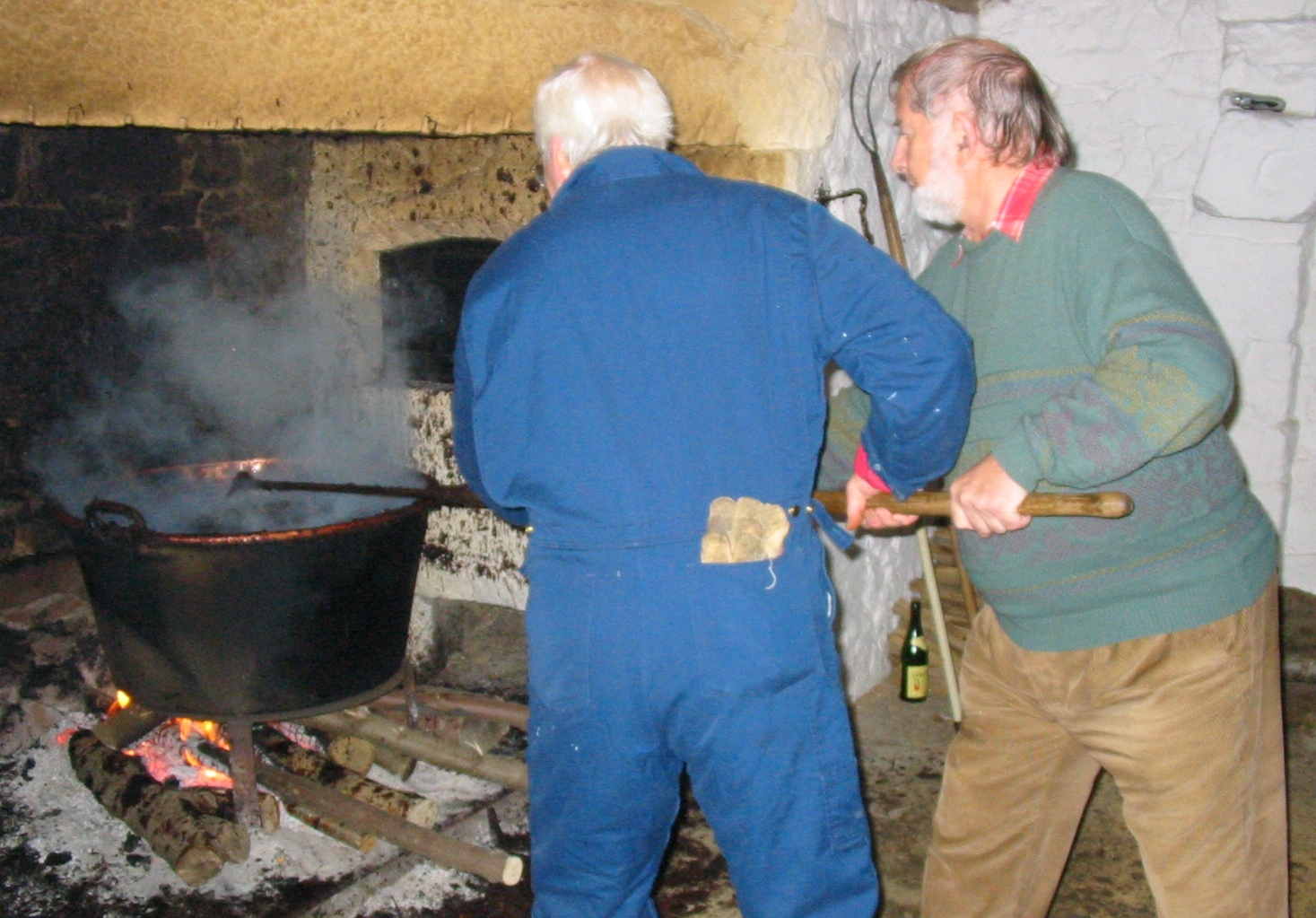
Herstellung von Apfelkraut in Jersey

Die Herstellung von Apfelkraut ist an den Anbau des Kulturapfels gebunden. Viele Aspekte der Alltagskultur früherer Zeiten erschließen sich nur schwer dem Rückblick, das gilt auch für die Herstellung von Apfelkraut. Soweit anhand historischer Literatur die Geschichte des Apfelkrauts bis in die Antike zurückdatiert wird, ist eine Verwechslung mit der ebenfalls als „Apfelkraut“ bezeichneten Heilpflanze Echte Kamille oder anderen Apfelerzeugnissen nicht ausgeschlossen.
In früheren Zeiten war Apfelkraut eine der wenigen Möglichkeiten, Obst zu konservieren und ein im Winter verfügbares energiereiches Lebensmittel zu erhalten.
Vor der Entwicklung einer industriellen Produktion wurde Apfelkraut in lokalen Krautpressen oder Krautküchen hergestellt. In manchen Obstbauregionen hatte jedes Dorf eine eigene Krautpresse, aber auch die Herstellung im bäuerlichen Haushalt war üblich. Oft war das Krautkochen ein gesellschaftliches Ereignis, zu dem nach der Apfelernte das ganze Dorf zusammenkam. Die Bezeichnung „Krautpresse“ beruht auf einem Schritt der handwerklichen Fertigung, bei dem das mehrere Stunden lang gekochte Obst ausgepresst wird. Der so gewonnene Saft wird gesiebt und weiter eingekocht.
Zu Beginn des 20. Jahrhunderts gab es in Deutschland einen kurzlebigen Versuch, industriell einen süßen Brotaufstrich aus Apfeltrester herzustellen und als Apfelkraut oder bayrisches Apfelkraut zu vermarkten. Anlass für diese Unternehmungen war der Wunsch, für die Verwertung des Abfallprodukts Trester andere Möglichkeiten als die Viehfütterung und die bäuerliche Obstbrennerei zu finden. Die Industrie sah die Möglichkeit, einen preisgünstigeren Rohstoff als frisches Obst in der Produktion einzusetzen, und importierte Trester aus den USA. Dabei wurde zum Süßen Stärkesirup zugegeben. Ein Erfolg blieb aufgrund von Qualitätsmängeln und geringer Akzeptanz bei den Kunden aus.
Mit der Industrialisierung der Obstverarbeitung erlangte die Produktion von Apfelkraut und verwandten Produkten in den Obstbauregionen, vor allem am Niederrhein, eine erhebliche wirtschaftliche Bedeutung als Arbeitgeber und als Abnehmer der bäuerlichen Obsternten.

## Bedeutung

Das EU-Gemeinschaftszeichen für Produkte mit geschützter geografischer Angabe (g.g.A.).

Traditionell ist Apfelkraut ein süßer Brotaufstrich, der gelegentlich in der bürgerlichen Küche in Soßen wie zum Rheinischen Sauerbraten oder als Beilage zu Reibekuchen verwendet wird. Heute ist Apfelkraut einerseits ein industriell gefertigtes Massenprodukt, das vorwiegend im Rheinland und in den angrenzenden belgischen und niederländischen Provinzen hergestellt und vermarktet wird. Im Zuge der seit einigen Jahrzehnten wachsenden Wertschätzung für Kulturgüter wie alte Handwerke und alte Obst- und Gemüsesorten nahm die Bedeutung von Produkten wie Apfelkraut wieder zu. So gab Ende der 1970er Jahre in Belgien der letzte Lohnkocher sein Handwerk auf, aber noch im selben Jahrzehnt fanden sich einige Enthusiasten, die das alte Handwerk wieder aufnahmen und bis heute in kleinem Maßstab fortführen. Als regionales Produkt hat Apfelkraut Aufmerksamkeit durch die Slow Food-Bewegung erhalten. Apfelkraut wird so auch gelegentlich eine Zutat in der Spitzengastronomie.
Die bedeutendste Region der mitteleuropäischen Apfelkraut-Produktion deckt sich über sprachliche und politische Grenzen hinweg weitgehend mit der Euregio Maas-Rhein. Wesentliche Produkte dieser Gegend sind das Rheinische Apfelkraut, der Sirop de Liège oder Delice de Liège aus der Gegend um Lüttich (mit einem höheren Anteil Birnen und mit Datteln), und der Traditionele Ambachtelijke Limburgse Stroop aus der niederländischen Provinz Limburg. „Rheinisches Apfelkraut g.g.A.“ ist seit 2012 eine geschützte geografische Angabe (g.g.A.).
In der Schweiz wird in den Kantonen Freiburg und Waadt unter den Bezeichnungen Vin cuit (nicht zu verwechseln mit dem gleichnamigen fermentierten Mostkonzentrat Vin cuit de Provence) oder Raisinée ein Kraut aus Obstsaft hergestellt, der 24 Stunden über einem Holzfeuer eingedickt wird. Je nach Region wird für die Herstellung Apfel-, Birnen- oder Traubensaft verwendet.
In einigen Regionen der USA und Kanada hat Apfelkraut als apple butter eine große kulturhistorische Bedeutung. Die „Erfindung“ des Apfelkrauts wird meist den Siedlern in den Neuenglandstaaten, aber auch den Pennsylvania Dutch des 17. Jahrhunderts (unter der Bezeichnung Lattwaerick) und den Mennoniten zugeschrieben. Bis heute werden in diesen Regionen alljährlich zur Erntezeit große Volksfeste als apple butter festival organisiert.
Auf der Kanalinsel Jersey wird dieses Produkt als Jersey Black Butter bezeichnet (etwa: Jersey-Schwarzbutter), die unter Verwendung von Lakritz und Cider bereitet wird. Seine Herstellung ähnelt der von Pflaumenmus.

## Rohstoffe

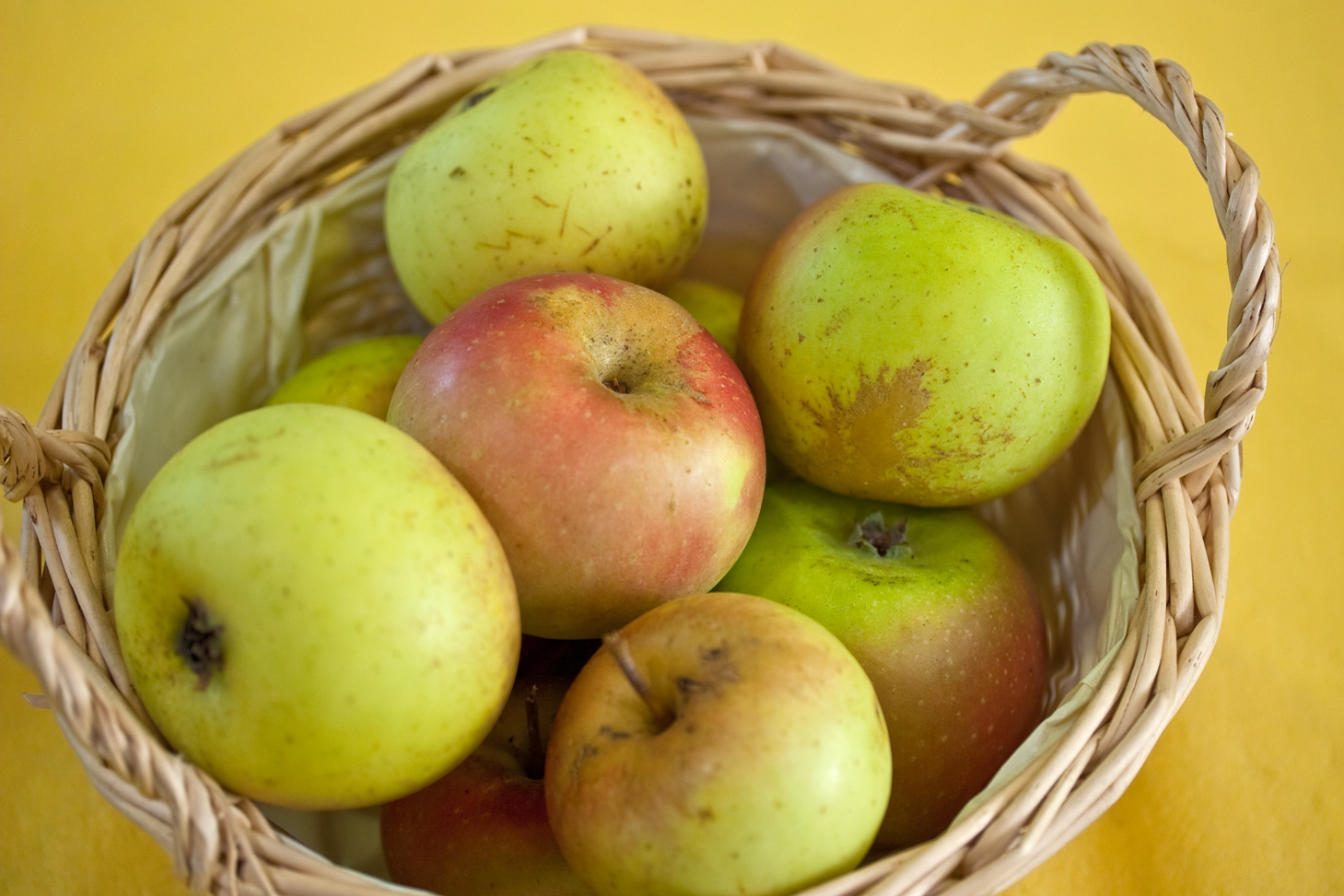
Der Edelborsdorfer ist eine sehr alte Apfelsorte und wurde häufig zu Apfelkraut verarbeitet.

Gemäß Deutschem Lebensmittelbuch (Leitsätze für Obsterzeugnisse) wird Apfelkraut aus im Pressverfahren gewonnenem, eingedicktem Saft aus gesunden, frischen und gedämpften oder gekochten Früchten hergestellt, dem auch Zuckerarten zugesetzt werden können. 1.000 g Apfelkraut wird aus mindestens 2.700 g Obst (Äpfel und Birnen) hergestellt, davon mindestens 2.100 g Äpfel, sowie höchstens 400 g Zuckerarten. Apfelkraut ist braun bis dunkelbraun und bei 18 °C streichfähig. Es schmeckt fruchtig-süß und darf keine bittere oder angebrannte Note enthalten.
Die Leitsätze für Obsterzeugnisse legen weiter fest, dass „Apfelkraut“ die Verkehrsbezeichnung für das beschriebene Produkt ist. Daraus folgt, dass Produkte, die aus einem höheren Anteil von Birnen oder Zuckerarten hergestellt wurden, in Deutschland nicht als „Apfelkraut“ angeboten und verkauft werden dürfen. Dasselbe gilt für Obstkraute mit der Zugabe anderer Früchte oder Säfte, bei einer Zugabe von Gewürzen irgendwelcher Art, und bei der Zugabe von Pektin. Bezeichnungen wie „Apfel-Birnenkraut“, „Apfel-Rübenkraut“ oder „Obstkraut“ sind jedoch für solche Produkte zulässig. In den Niederlanden ist Apfel-Rübenkraut unter dem Namen „rinse Appelstroop“ (süßsaures Apfelkraut) verbreitet.
Im Sprachgebrauch ist die Abgrenzung von Apfelkraut zu anderen Obstkrauten nicht so streng. Abweichungen, auch in traditionell hergestellten Erzeugnissen wie apple butter in den USA, sind dadurch bedingt, dass die Art der verwendeten Früchte und ihr Anteil in der historischen bäuerlichen und handwerklichen Produktion stark von der örtlichen Verfügbarkeit der Rohstoffe und den Ernteergebnissen geprägt war. Hinzu kamen geschmackliche Vorlieben der Erzeuger. Eine Variante aus Lüttich, der Sirop de Liège, enthält 35 % Birnen, 20 % Äpfel, 10 % Datteln und 35 % Zucker.
Der natürliche Pektingehalt der Äpfel unterstützt das Gelieren des Produktes. Birnen wurden früher als Zutat für das Apfelkraut verwendet, weil sie eine nur geringe Lagerfähigkeit besitzen und rasch verwertet werden müssen. Zudem hat Birnensaft einen höheren Zuckergehalt als Apfelsaft, dies verbesserte die Haltbarkeit des Produkts und machte es süßer. Andererseits muss Birnenkraut Äpfel enthalten, da der Pektingehalt von Birnen alleine zu niedrig ist, um die gewünschte Gelierung zu erreichen.

## Nährwerte im Vergleich
| Angabe                           | Einheit    | Apfelkraut | Honig | Erdbeerkonfitüre | Nuss-Nougat-Creme |
| -------------------------------- | ---------- | ---------- | ----- | ---------------- | ----------------- |
| Energieinhalt                    | kJ/Portion | 253        | 283   | 281              | 526               |
| Eiweiß                           | g/Portion  | 0,2        | 0,1   | 0,1              | 1,1               |
| Fett                             | g/Portion  | 0,2        | 0,0   | 0,0              | 7,4               |
| Kohlenhydrate                    | g/Portion  | 14,3       | 18,8  | 16,3             | 14,9              |
| Broteinheiten                    | BE/Portion | 1,2        | 1,6   | 1,4              | 1,2               |
| Ballaststoffe                    | g/Portion  | 1,2        | 0,0   | 0,2              | 1,0               |
| Vitamin E                        | mg/Portion | 0,2        | 0,0   | 0,0              | 1,1               |
| Folsäure                         | µg/Portion | 1,3        | 0,0   | 0,3              | 3,8               |
| Vitamin C                        | mg/Portion | 5,1        | 0,6   | 0,6              | 0,2               |
| Kalzium                          | mg/Portion | 4,3        | 1,3   | 2,5              | 17,8              |
| Magnesium                        | mg/Portion | 3,3        | 1,5   | 1,5              | 15,0              |
| Eisen                            | mg/Portion | 0,3        | 0,3   | 0,1              | 0,4               |
| Jod                              | µg/Portion | 1,3        | 0,1   | 0,0              | 0,5               |
| gesättigte Fettsäuren            | g/Portion  | 0,0        | 0,0   | 0,0              | 4,4               |
| einfach ungesättigte Fettsäuren  | g/Portion  | 0,0        | 0,0   | 0,0              | 2,3               |
| mehrfach ungesättigte Fettsäuren | g/Portion  | 0,1        | 0,0   | 0,0              | 0,3               |
| Cholesterin                      | mg/Portion | 0,0        | 0,0   | 0,0              | 0,0               |
| Saccharose                       | g/Portion  | 9,3        | 0,6   | 15,8             | 14,4              |
| Harnsäure                        | mg/Portion | 8,0        | 0,0   | 2,3              | 3,0               |

Es handelt sich um durchschnittliche Nährwertangaben, die Werte unterliegen den bei Naturprodukten üblichen Schwankungen.